# Arzător

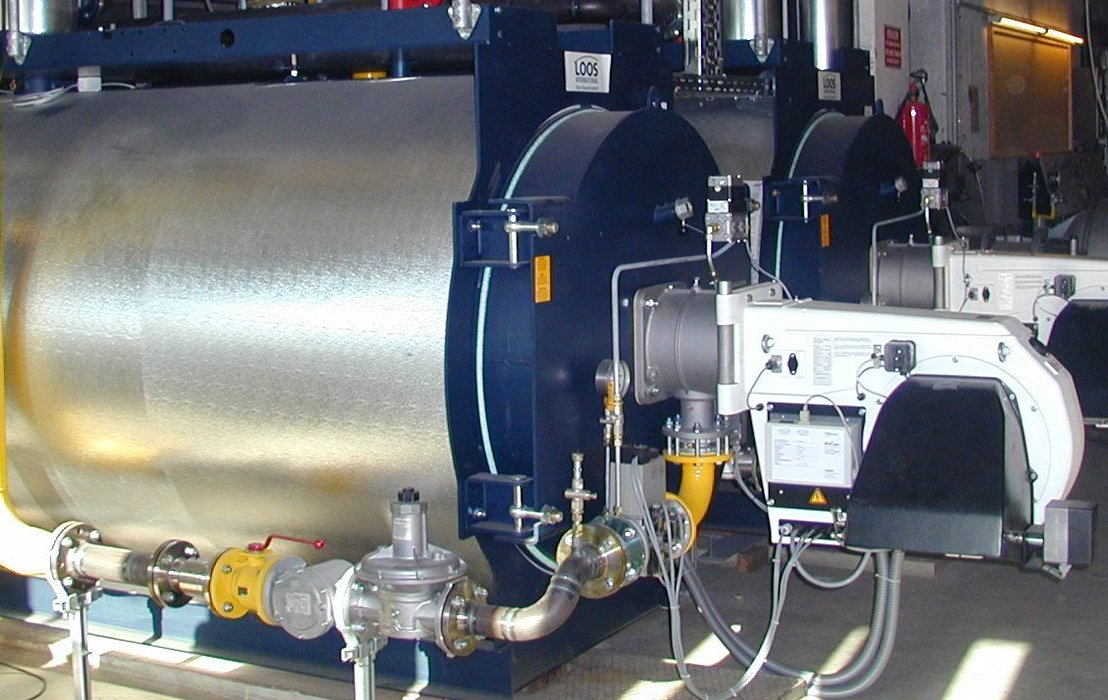
Cazane echipate cu arzătoare de combustibil gazos

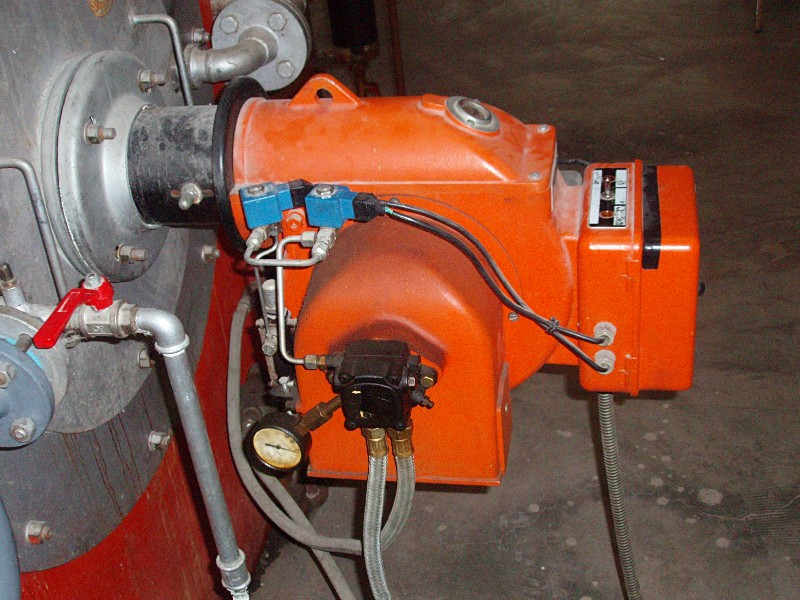
Arzător de combustibil lichid ușor

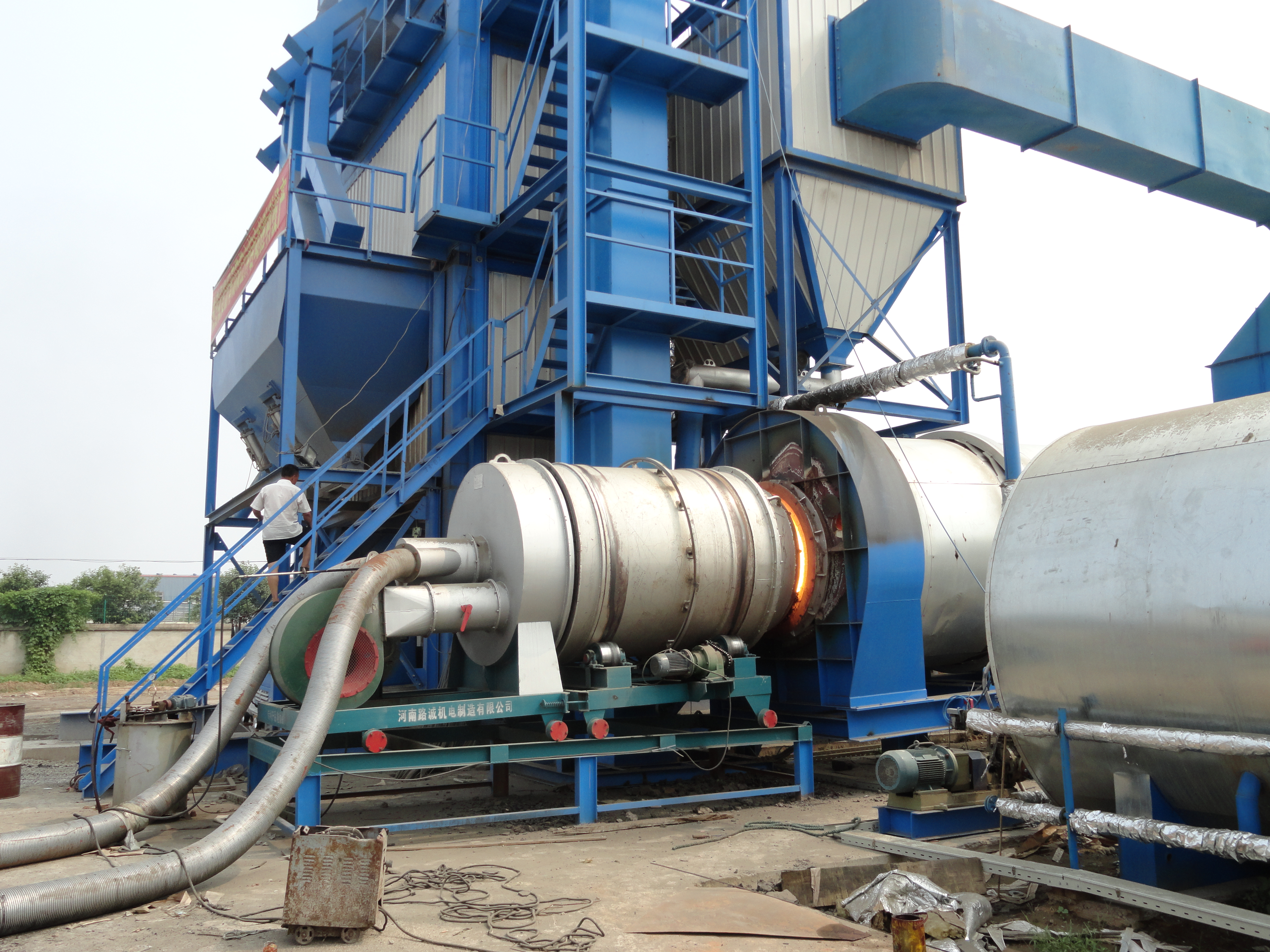
Arzător ciclon de praf de cărbune

Un arzător este un dispozitiv care realizează dozarea și amestecul combustibililor cu aerul necesar arderii și introducerea acestui amestec în focarele cazanelor, cuptoarelor sau instalațiilor de încălzire.

## Tipuri de arzătoare
Arzătoarele se pot clasific după diverse criterii:
După tipul și natura combustibilului utilizat:
- arzătoare de combustibil gazos (en), care realizează introducerea și dozarea combustibilului gazos și a aerului necesar arderii. Tot arzătoare de combustibil gazos sunt și arzătoarele aragazurilor, respectiv suflaiurile (sau becurile) aparatelor pentru sudarea și tăiere autogenă (en).[2][3];
- arzătoare de combustibil lichid (en), care realizează pulverizarea combustibilului lichid, respectiv dozarea sa și a aerului.[4][5];
- arzătoare cu funcționare mixtă (combustibil gazos sau combustibil lichid);
- arzătoare cu funcționare combinată (combustibil gazos și combustibil lichid), de exemplu gaz natural – păcură, păcură – praf de cărbune.[3][6];
- arzătoare de combustibil solid (en), care realizează insuflarea în focar a prafului de cărbune, respectiv dozarea sa și a aerului necesar arderii. La arderea combustibililor solizi în strat (strat liniștit, strat răscolit sau strat fluidizat) arzătoarele nu sunt necesare.[7][8];

După destinație:
- arzătoare de uz general (rezidențiale, comerciale, industriale);
- arzătoare specializate (pentru cazane energetice, arzătoare pentru instalații mobile, pentru tuburi radiante, pentru procese tehnologice, pentru încălzirea directă sau indirectă a tancurilor de lichide, pentru baloane cu aer cald, arzătoare cu raze infraroșii etc);

După nivelul de automatizare:
- arzătoare manuale (fără automatizare);
- arzătoare semi-automatizate;
- arzătoare automatizate;

După modul de reglare a sarcinii:
- arzătoare cu reglare în trepte (discontinuă);
- arzătoare cu reglare modulată (continuă);

După durata de funcționare:
- arzătoare cu funcționare intermitentă;
- arzătoare cu funcționare continuă;

După modul de aprindere:
- arzătoare cu aprindere manuală;
- arzătoare cu aprindere automată (directă/prin scanteie sau cu flacără pilot permanentă sau nepermanentă);

După forma flăcării:
- arzătoare cu flacără cilindrică;
- arzătoare cu flacără plată;
- arzătoare cu flacără scurtă;
- arzătoare cu flacără lungă;

După orientarea flăcării:
- arzătoare cu flacără orizontală;
- arzătoare cu flacără verticală (de sus în jos, sau de jos în sus);

După tipul flăcării:
- arzătoare cu flacără stoechiometrică;
- arzătoare cu flacără oxidantă;
- arzătoare cu flacără reducatoare;

După viteza de ejecție a flăcării:
- arzătoare cu viteza redusă;
- arzătoare cu viteza medie;
- arzătoare cu viteza mare;

După modul de construcție:
- arzătoare monobloc;
- arzătoare multibloc;

După numărul arzătoarelor montate pe același focar:
- arzătoare singulare;
- arzătoare multiple (cu funcționare independentă sau simultană);

După temperatura aerului de combustie:
- arzătoare cu aer la temperatura ambiantă;
- arzătoare cu aer preîncălzit;

După gradul de solicitare termică a capului de ardere:
- arzătoare cu cap de ardere din oțel inoxidabil refractar;
- arzătoare cu cap de ardere din beton refractar;
- arzătoare cu cap de ardere din carbură de siliciu;

După presiunea din spațiul în care are loc arderea:
- arzătoare pentru focare cu suprapresiune;
- arzătoare pentru focare cu depresiune;
- arzătoare pentru ardere în aer liber;

După modul de alimentare cu aer de combustie:
- arzătoare cu aer aspirat prin tiraj (natural sau forțat);
- arzătoare cu aer aspirat prin efectul de ejecție al combustibilului;
- arzătoare cu aer insuflat;

După modul de realizare a amestecului aer – gaze combustibile:
- arzătoare cu realizarea amestecului la ieșirea din capul de ardere al arzătorului (după discul de stabilizare a flăcării);
- arzătoare cu realizarea amestecului în camera de combustie a arzătorului;
- arzătoare cu pre-amestec (cu realizarea amestecului înainte de arzător);

După modul de alimentare cu combustibil lichid:
- arzătoare alimentate prin cădere;
- arzătoare alimentate prin aspirație;
- arzătoare alimentate prin inel de presiune;

După modul de preparare a combustibilului lichid în vederea arderii:
- arzătoare cu pulverizare mecanică (prin presiune cu duza de pulverizare, sau prin centrifugare cu cupa rotativă);
- arzătoare cu pulverizare asistată de fluide auxiliare (cu medie sau înaltă presiune);
- arzătoare cu vaporizare (transformarea combustibilului în vapori în vederea arderii).

- Arzător Teclu
- Arzător Bunsen